# Magama
Magama o Mahamaga fou la primera capital del regne de Ruhunu fundada pel primer rei Mahanaga. La població estava situada a la riba del riu Kirindi Ganga a uns 5 km de la població de nom Kirinde. A 7 o 8 km hi havia l'embassament de Tissa Wewa del Sud, de 1,6 km de llarg i 5 metres d'alt, amb 2,2 km² i tenia una capacitat de 4.500 m³. L'embassament cobria les necessitats de Magama. Un resclosa de pedra es va col·locar a la part superior del tanc al riu Kirindoya i es va obrir un canal fins a la ciutat.